# Diplazium proliferum
Diplazium proliferum är en majbräkenväxtart som först beskrevs av Jean-Baptiste Lamarck och som fick sitt nu gällande namn av Louis Marie Aubert Du Petit-Thouars.
Diplazium proliferum ingår i släktet Diplazium och familjen Athyriaceae.

## Underarter
Arten delas in i följande underarter:
- Diplazium proliferum ridleyi
- Diplazium proliferum spinosum

## Bildgalleri

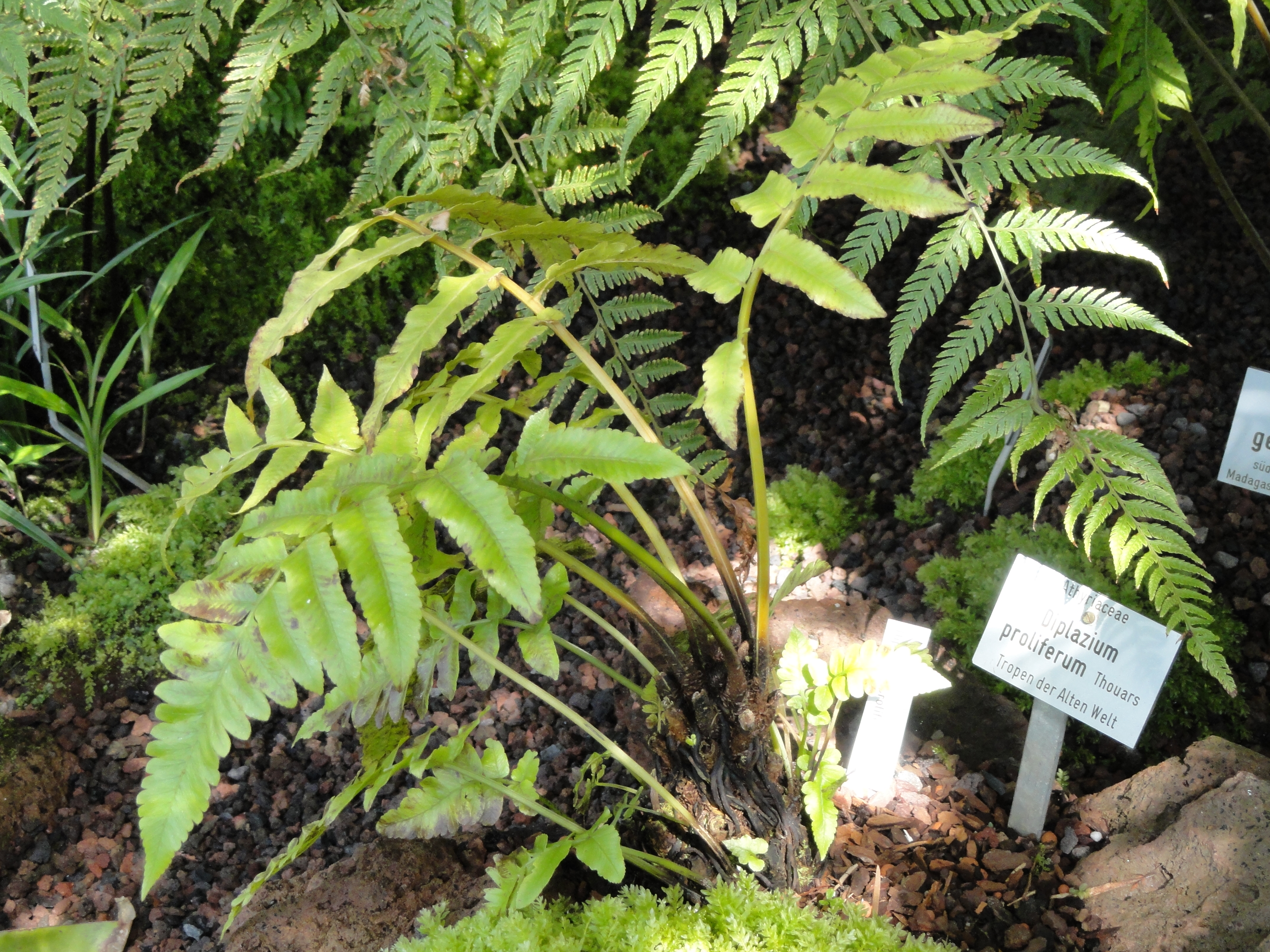
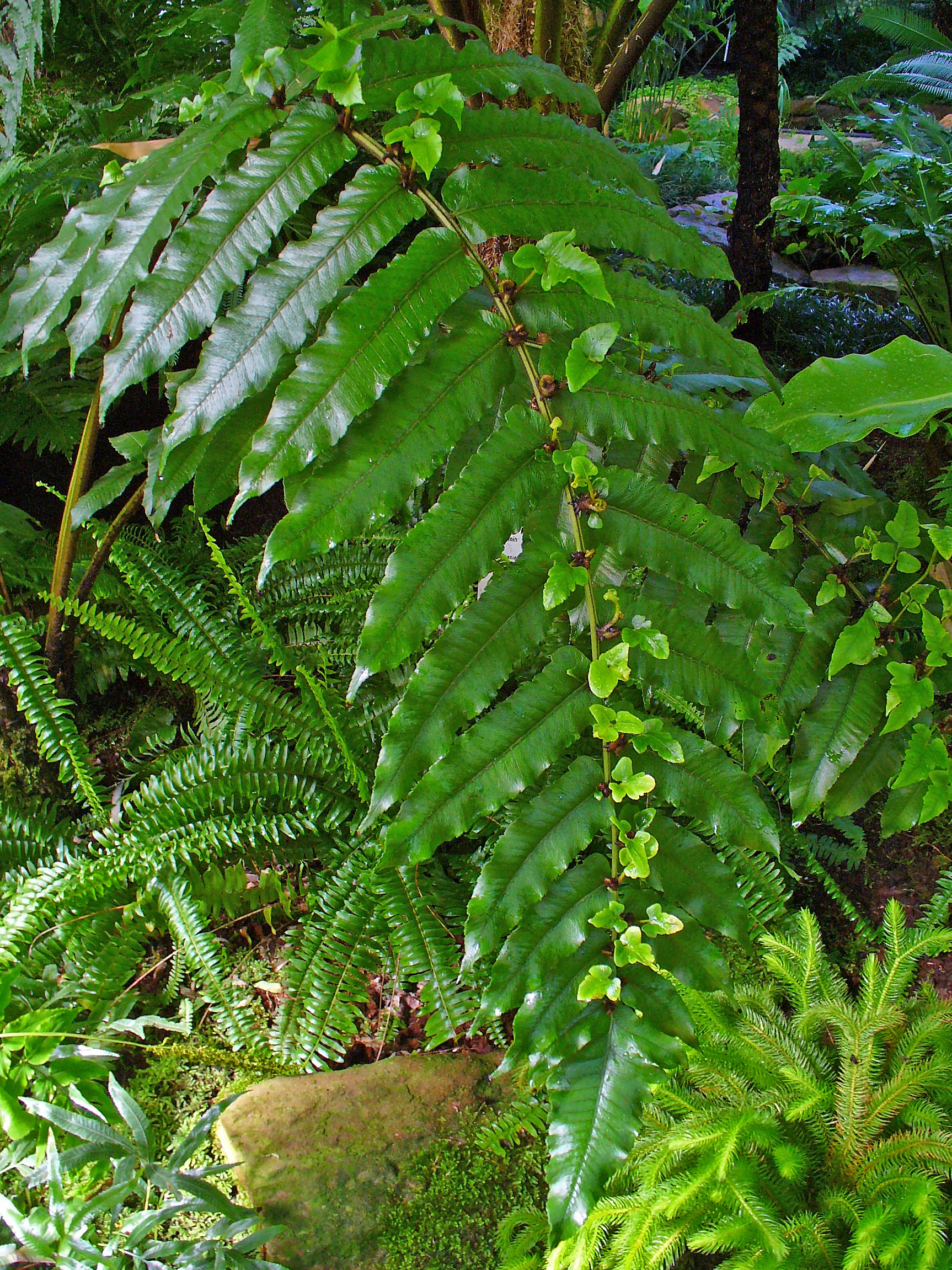
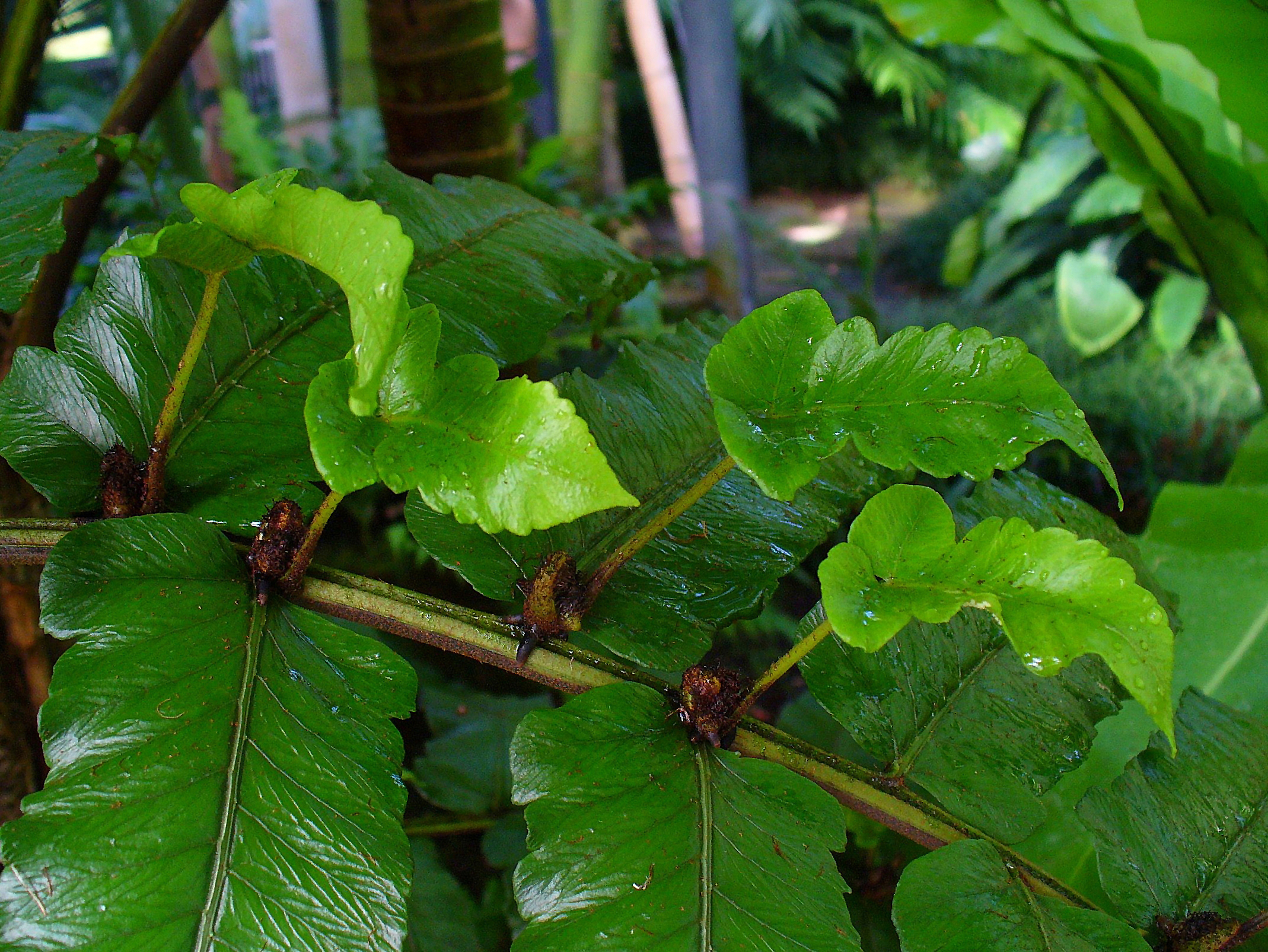
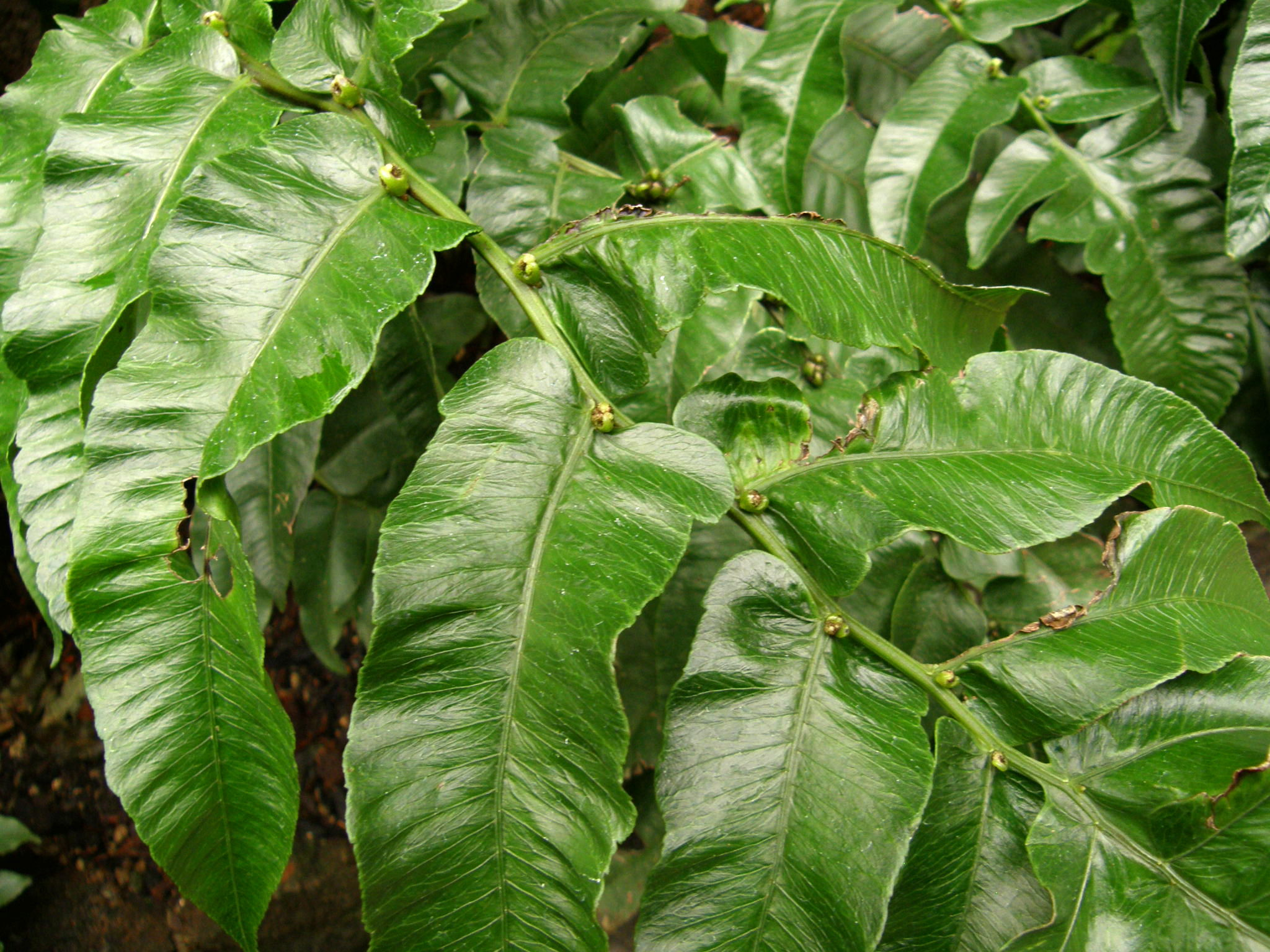
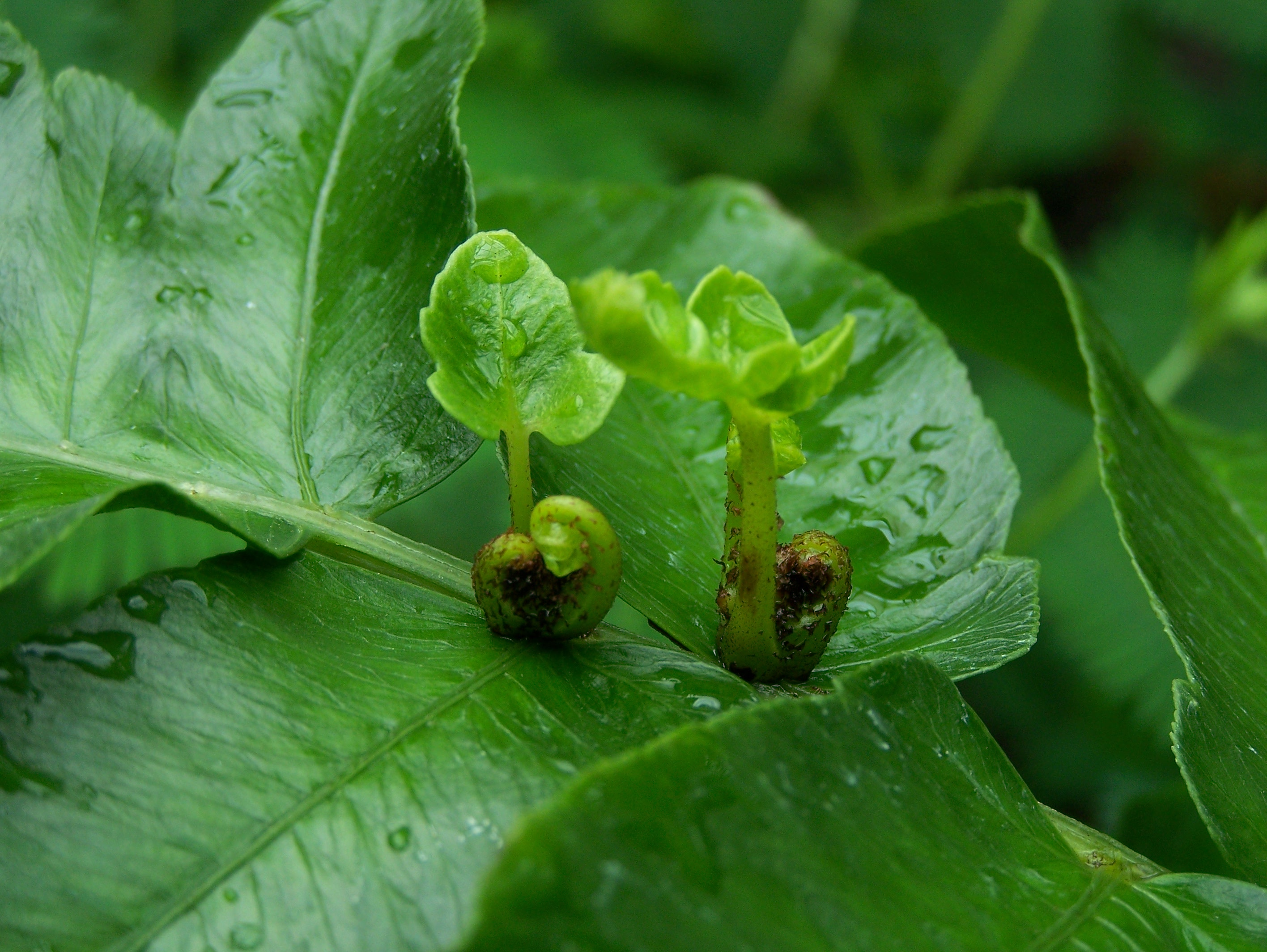